# Дороті Голмен
Дороті Голмен (англ. Dorothy Holman; 18 липня 1883 — 8 квітня 1968) — колишня британська тенісистка.
Найвищим досягненням на турнірах Великого шолома були півфінали в одиночному та парному розрядах.

## World Championships finals

### Одиночний розряд (2 перемоги)
| Результат | Рік  | Турнір                            | Покриття | Суперниця          | Рахунок  |
| --------- | ---- | --------------------------------- | -------- | ------------------ | -------- |
| Перемога  | 1919 | World Covered Court Championships | Wood     | Жермен Ґолдінґ     | 6–3, 6–4 |
| Перемога  | 1920 | World Hard Court Championships    | Ґрунт    | Франсіска Субірана | 6–0, 7–5 |